# Михайловка (Павлодарская область)
Михайловка (каз. Михайловка) — село в Железинском районе Павлодарской области Казахстана. Расположено в 210 км к северу от областного центра — Павлодара и в 94 км к северо-востоку от районного центра — Железинки. Административный центр Михайловского сельского округа. Код КАТО — 554253100.

## История
Село было основано в 1906 году в крестьянами-переселенцами на урочище Иссыккуль в Песчанской волости Павлодарского уезда Семипалатинской области и было названо в честь первопоселенца Михаила Голуба. В 1920 году в селе было 227 дворов.
В 1944—1957 годах Михайловка была центром Михайловского района, затем район был ликвидирован и его земли вошли в состав Урлютюинского района (в 1964 году переименован в Железинский).
В 1930—1950-е годы в Михайловке находился колхоз имени Сталина. Затем село стало центральной усадьбой элитного семеноводческого совхоза «Мирный», образованного в 1961 году на базе колхозов имени Ленина, имени Хрущёва, имени Будённого, имени Калинина, части земель совхоза «Михайловский» и Михайловской МТС. В Михайловке трудились 2 Героя Социалистического Труда — тракторист-комбайнёр Жылкибай Джусупов и агроном совхоза «Мирный» Михаил Трусов.

## Население
В 1985 году в селе жили 5142 человека. В 1999 году население села составляло 2313 человек (1108 мужчин и 1205 женщин). По данным переписи 2009 года, в селе проживало 1376 человек (675 мужчин и 701 женщина).